# Desert Bloom
Desert Bloom é um filme estadunidense de 1986, do gênero drama, dirigido por Eugene Corr, com roteiro dele e de Linda Remy.

## Elenco principal
- Annabeth Gish ...  Rose Chismore
- Jon Voight ...  Jack Chismore
- JoBeth Williams ...  Lily Chismore
- Ellen Barkin ...  Tia Starr
- Jay Underwood ...  Robin

## Sinopse
O filme conta as lembranças de adolescente da garota tímida Rose Chismore, nos anos 1950. Mostra a difícil convivência com o padrasto alcoólatra, desajustado e ex-soldado Jack Chismore. Ela também fala de Robin, seu primeiro amor, e da alegria causada pela visita de sua tia Starr. Como pano de fundo, o filme mostra a tensão e o mistério que envolvem os experimentos com a bomba atômica, no deserto próximo a Las Vegas, a cidade onde mora Rose.